# Kaeo (fleuve)
Le fleuve Kaeo  (anglais : Kaeo River) est un cours d’eau du district du Far North  de la région de l’île du Nord de la Nouvelle-Zélande. 

## Géographie
Le fleuve Kaeo s’écoule à travers le nord de la Péninsule de Northland atteignant la mer au niveau de Whangaroa Harbour (en). La petite ville de Kaeo siège sur ses berges à 5 km de l’embouchure du fleuve.